# Хамза Алић
Хамза Алић (Сребреница, 20. јануар 1979) босанскохерцеговачки је атлетичар, специјалиста за бацање кугле.
Алић је члан АК Зеница. Прво значајније такмичење било је Светско првенство за јуниоре 1998, али без значајнијег резултата. Представљао је Босну и Херцеговину на олимпијским играма у Пекингу 2008. Учествовао је и на три Светска првенства на отвореном: 2005. у Хелсинкију 2007. у Осаки и 2009. у Берлину, два Светска првенства у дворани: 2006. у Москви, 2008. у Валенсији. Учествовао је и на два Европска првенства на отвореном: 2002. у Минхену 2006. у Гетеборгу, као и на Европском првенству у дворани 2009. у Торину.
На свим овим такмичењима само једном је прошао у финале. То је било на Светском првенству 2009. у Берлину, када је у финалу освојио седмо место. То је до тада био најбољи пласман неког босанскохерцеговачког атлетичара на светским првенствима, од када се Босна и Херцеговина такмичи као независна држава.
Освојио је сребрну медаљу на Европском првенству у дворани у Гетеборгу. У том тренутку Алићево сребро је након златне медаље Златана Сарачевића, такође у бацању кугле на Европском  првенству у  дворани 1980.  представља, један од највећих успеха босанскохерцеговачке атлетике и босанскохерцеговачког спорта.
Поред ове медаље Алић је на Мадитеранским играма освојио 4 медаље (1 злато 1 сребро и 2 бронзе), а Европским играма 2013. злато. Учествовао је и на Олимпијским играма у Рију, али без значајнијег резултата.

## Значајнији резултати
| Година                          | Такмичење                       | Локација                        | Пласман                         | Рез.(м)                         | Детаљи                                 |                                 |
| Представљао Босну и Херцеговину | Представљао Босну и Херцеговину | Представљао Босну и Херцеговину | Представљао Босну и Херцеговину | Представљао Босну и Херцеговину | Представљао Босну и Херцеговину        | Представљао Босну и Херцеговину |
| Бацање кугле                    | Бацање кугле                    | Бацање кугле                    | Бацање кугле                    | Бацање кугле                    | Бацање кугле                           | Бацање кугле                    |
| ------------------------------- | ------------------------------- | ------------------------------- | ------------------------------- | ------------------------------- | -------------------------------------- | ------------------------------- |
| 1997.                           | Европско првенство У–20         | Љубљана, Словенија              | 24.                             | 14,29                           |                                        |                                 |
| 1998.                           | Светско првенство У–20          | Анси, Француска                 | 16.                             | 15,98                           |                                        |                                 |
| 2002.                           | Европско првенство              | Минхен, Немачка                 | 24.                             | 17,29                           |                                        |                                 |
| 2005.                           | Медитеранске игре               | Алмерија, Шпанија               |                                 | 19,49                           |                                        |                                 |
| 2005.                           | Светско првенство               | Хелсинки, Финска                | 22.                             | 18,77                           |                                        |                                 |
| 2006.                           | Светско првенство у дворани     | Москва, Русија                  | 18.                             | 18,15                           |                                        |                                 |
| 2006.                           | Европско првенство              | Гетеборг, Шведска               | 24.                             | 18,15                           |                                        |                                 |
| 2007.                           | Светско првенство               | Осака, Јапан                    | БП                              | —                               |                                        |                                 |
| 2008.                           | Светско првенство у дворани     | Валенсија, Шпанија              | 8.                              | 20,00                           |                                        |                                 |
| 2008.                           | Олимпијске игре                 | Пекинг, Кина                    | 14                              | 19,87                           |                                        |                                 |
| 2009.                           | Европско првенство у дворани    | Торино, Италија                 | 11.                             | 19,41                           |                                        |                                 |
| 2009.                           | Медитеранске игре               | Пескара, Италија                |                                 | 20,05                           |                                        |                                 |
| 2009.                           | Светско првенство               | Берлин, Немачка                 | 7.                              | 20,00                           | Архивирано на веб-сајту (30. јун 2018) |                                 |
| 2011.                           | Европско првенство у дворани    | Париз, Француска                | 9.                              | 19,60                           |                                        |                                 |
| 2011.                           | Светско првенство               | Тегу, Јужна Кореја              | 17.                             | 19,70                           |                                        |                                 |
| 2012.                           | Светско првенство у дворани     | Истанбул, Турска                | 20.                             | 18,80                           |                                        |                                 |
| 2012.                           | Европско првенство              | Истанбул, Турска                | 17.                             | 19,03                           |                                        |                                 |
| 2013.                           | Европско првенство у дворани    | Гетеборг, Шведска               |                                 | 20,34                           |                                        |                                 |
| 2013.                           | Медитеранске игре               | Мерсин, Турска                  |                                 | 19,69                           |                                        |                                 |
| 2013.                           | Светско првенство               | Москва, Русија                  | 19.                             | 19,18                           |                                        |                                 |
| 2014.                           | Европско првенство              | Цирих, Швајцарска               | 19.                             | 19,36                           |                                        |                                 |
| 2015.                           | Европско првенство у дворани    | Праг, Чешка                     | БП                              | —                               | [ 2 ]                                  |                                 |
| 2015.                           | Европске игре                   | Баку, Азербејџан                |                                 | 20,26                           |                                        |                                 |
| 2015.                           | Светско првенство               | Пекинг, Кина                    | 28.                             | 18,62                           |                                        |                                 |
| 2016.                           | Европско првенство              | Амстердам, Холандија            | 13.                             | 19,61                           |                                        |                                 |
| 2016.                           | Олимпијске игре                 | Рио де Жанеиро, Бразил          | 26                              | 19,48                           |                                        |                                 |
| 2017.                           | Светско првенство               | Пекинг, Кина                    | 32.                             | 18,85                           |                                        |                                 |
| 2018.                           | Медитеранске игре               | Тарагона, Шпанија               |                                 | 20,43                           |                                        |                                 |
| 2018.                           | Европско првенство              | Берлин, Немачка                 | 20.                             | 19,34                           |                                        |                                 |

## Лични рекорди
На отвореном:
- 20,82 м — Зеница, 7. јун 2017.

У дворани:
- 20,34 м — Гетеборг, 1. март 2013.